# Histoire de la recherche contemporaine
 (mars 2024).
Si vous disposez d'ouvrages ou d'articles de référence ou si vous connaissez des sites web de qualité traitant du thème abordé ici, merci de compléter l'article en donnant les références utiles à sa vérifiabilité et en les liant à la section « Notes et références ».
Histoire de la recherche contemporaine est une revue de recherche en sciences sociales publiée par le Comité pour l'histoire du CNRS avec le soutien de CNRS Éditions

## Présentation
La revue Histoire de la recherche contemporaine, anciennement Revue pour l’histoire du CNRS, diffuse les travaux sur l’histoire du CNRS et plus largement sur l'histoire de la recherche scientifique contemporaine (XIXè - XXé siècles).
La revue est un espace de dialogue sur l’histoire des différentes disciplines scientifiques. Elle fait le point sur des champs de recherches actuelles et présente des recherches historiques originales ainsi que des témoignages d'actrices et d'acteurs.

## Politique éditoriale
La revue est hébergée par le portail de revues scientifiques OpenEdition Journals. Pour la publication de ses articles, elle utilise un logiciel libre, Lodel.